# Каменник-Великий
Каменник-Великий (пол. Kamiennik Wielki, нім. Groß Stoboy) — село в Польщі, у гміні Мілеєво Ельблонзького повіту Вармінсько-Мазурського воєводства.
Населення — 558 осіб (2011).
У 1975-1998 роках село належало до Ельблонзького воєводства.

## Демографія
Демографічна структура станом на 31 березня 2011 року:
|          | Загалом | Допрацездатний вік | Працездатний вік | Постпрацездатний вік |
| -------- | ------- | ------------------ | ---------------- | -------------------- |
| Чоловіки | 284     | 60                 | 209              | 15                   |
| Жінки    | 274     | 57                 | 176              | 41                   |
| Разом    | 558     | 117                | 385              | 56                   |